# Стегний, Борис Тимофеевич
Борис Тимофеевич Стегний (род. 1951) — украинский учёный, доктор ветеринарных наук, профессор, академик Национальной академии аграрных наук Украины, иностранный член РАСХН (2012) и Российской академии наук (2014).

## Биография
Родился 9 августа 1951 года в г. Лебедин Сумской области. Окончил 8 классов Лебединской СШ № 3 (1967), Маловисторопский сельскохозяйственный техникум (1971) и ветеринарный факультет Харьковского зооветеринарного института (1976).
- 1971—1976 старший ветеринарный фельдшер колхоза в Сумской области;
- 1976—1978 заведующий Вировской ветеринарной лечебницей, Белопольский район Сумской области;
- 1982—1995 старший научный сотрудник Института экспериментальной и клинической ветеринарной медицины (ИЭКВМ) Украинской академии аграрных наук (УААН);
- 1996 зав. отделом профилактики болезней птицы Института птицеводства УААН;
- 2000—2001 зам. директора по научной работе ИЭКВМ;
- с 2001 директор ИЭКВМ.

Диссертации:
- 1982: «Разработка метода криоконсервирования первичных клеток культур и фрагментов органов, которые используются в вирусологических исследованиях»;
- 1995: «Биологические свойства клеточных культур, используемых в биотехнологии».

Доктор ветеринарных наук (1996), профессор (2003), академик УААН (2007, член-корреспондент с 2002), иностранный член РАСХН (21.02.2012) и РАН (2014).
Лауреат Государственной премии Украины в области науки и техники (2009) за работу «Система эпизоотологического мониторинга, иммунопрофилактики и диагностики высокопатогенного гриппа птиц».
Автор около 500 научных работ, из них 11 монографий, 4 учебных пособия, 9 методических рекомендаций. Получил 235 авторских свидетельств и патентов.
Жена — Стегний Марина Юрьевна, кандидат биологических наук (1993).